# Битка код Егатских острва
Битка код Егатских острва је поморска битка, која се одиграла 10. марта 241. п. н. е. између Картагине и Римске републике у Првом пунском рату. То је била коначна битка Првог пунског рата у којој Рим уништава картагинску флоту. Картагина више није имала средстава да гради нову флоту, па је убрзо капитулирала.

## Увод
Године које су претходиле бици биле су релативно тихе. Рим није имао флоте. Римска флота је уништена у бици код Дрепане 249. п. н. е., а нешто касније олуја уништава другу римску флоту. Непријатељства између Рима и Картагине концентрисала су се више око Сицилије, где је Хамилкар Барка водио копнене операције. У Картагини је постојала фракција која се противила конфликту. Водио ју је велики земљопоседник Ханон Велики, који долази на власт 244. п. н. е. Сматрао је да је рат готов, па је почео са демобилизацијом флоте, дајући Римљанима шансу да поново буду супериорни на мору.

## Рим гради нову флоту
Рим је изградио нову флоту 242. п. н. е. помоћу донација својих богатих грађана.
Римска република добија 200 нових бродова, саграђених и опремљених донацијама својих богатих грађана. Нову римску флоту предводи конзул Гај Лутације Катул. Римљани су на поразима и несрећама у прошлости стекли искуство. Изградили су бродове, који могу боље издржати олује, а корвус напуштају. Посаде бродова увежбавају и добијају флоту са одлично увежбаним посадама.
У Картагини такође на вест да се у Риму гради флота и они почињу са градњом нове флоте од око 250 бродова под командом Ханона, који је победио у бици код Агригента и бици код Екнома. Изгледа да посаде нису биле довољно увежбане и да је било недовољно посаде.

## Егатска острва
Први потез конзула Катула је био да опседа Лилибај на Сицилији, блокирајући луку и везу са Картагином. Намера је била да се пресече снабдевање и комуникација Картагине са Хамилкар Барком. Картагињанска флота долази да деблокира Лилибај. Ханон је наредио заустављање на Егатским острвима, да би причекао повољан ветар, који ће га довести до Лилибаја. Римски извиђачи примећују картагињанску флоту, па Катул прекида блокаду Лилибаја и креће да се сретне са непријатељем.

## Битка
Повољан ветар је дувао 10. марта, па Хано одлучује да крене. Катул са римском флотом није био у повољној позицији, јер му је ветар дувао у прамац.
За Римљане ризик је постојао да ће Ханон да деблокира Лилибај. Зато се конзул Катул ипак одлучује на битку, иако је ветар дувао према њима.
Ханон није успио искористити предност повољног ветра и губи битку, можда због додатне тежине снабдевања или због неискуства на брзину припремљених посада. Око пола картагињанске флоте је потопљено или заробљено, а остатак је побегао.

## Крај Првог пунског рата
Након победе над картагињанском флотом конзул Катул осваја Лилибај и тиме изолује Хамилкара Барку са војском на Сицилији. Без средстава да изгради нову флоту или да пошаље појачања својим копненим трупама, Картагина је признала пораз и потписала мировни споразум са Римом, чиме се завршио Први пунски рат.